# Ontkorrelmachine

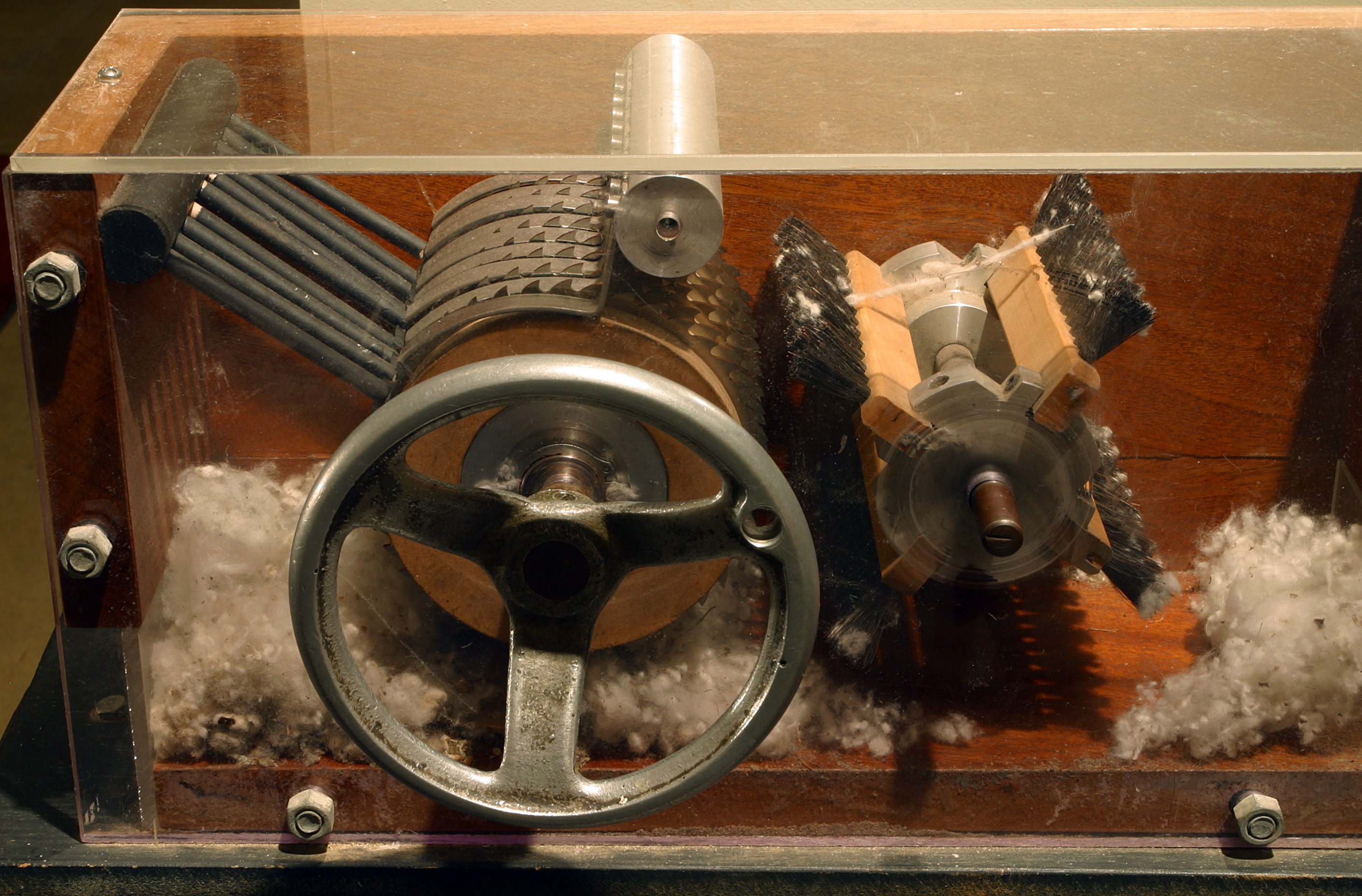
Een cotton gin in het Eli Whitney museum in Hamden (Connecticut).

Een ontkorrelmachine of egreneermachine, in het Engels cotton gin, is een machine die katoenvezels van zaden scheidt. De vezels worden verwerkt tot kleding of katoengoederen en de zaden kunnen worden gebruikt om katoen te telen of voor het produceren van katoenzaadolie. De eerste moderne mechanische ontkorrelmachine werd gemaakt door de Amerikaanse uitvinder Eli Whitney in 1793 en gepatenteerd in 1794.
De uitvinding van de ontkorrelmachine bracht een enorme verbetering in de fabricage van katoen, waardoor de teelt ervan, en de daarbij behorende slavernij, in de zuidelijke staten van de Verenigde Staten een hoge vlucht nam.
De ontkorrelmachine was gevaarlijk in het gebruik.